# マイケル・ピラー
マイケル・ピラー（Michael Piller、1948年5月30日 - 2005年11月1日）はアメリカ合衆国の脚本家である。多くのテレビドラマや映画の脚本、製作を務めた。

## 人物
ニューヨーク州ポートチェスターで産まれる。
日本ではスタートレックシリーズの脚本で知られている。
2005年にがんのため死去、その後テレビドラマ『デッド・ゾーン』の製作をピラーの息子であるショーン・ピラーが引き継いだ。